# Pierre-Yves Billette
Pour les articles homonymes, voir Billette.
Pierre-Yves Billette, né le 26 janvier 1987 à Paris, est un monocycliste artistique (freestyler) français.
Il crée des spectacles visuels et artistiques pour le grand public.
En 2009, il devient champion de France de monocycle freestyle.
En 2010, il remporte également les championnats du monde de monocycle freestyle (Unicon XV) en Catégorie Expert à Wellington en Nouvelle-Zélande. Il est le premier Français à avoir réussi cet exploit.

## Palmarès
- Champion du Monde 2010
- Champion de France 2009

## Engagement associatif
Pierre-Yves a créé en 2006 son association Monobussy pour faire partager sa connaissance de la discipline du monocycle freestyle au grand public, et aux professionnels.
Cette association est située à Bussy-Saint-Georges (Seine-et-Marne) près de Paris.

## Carrière
Pierre-Yves suit une formation de dessin animé traditionnel et 3D en parallèle de la création de ses spectacles.